# Peter Feistritzer
Peter Josef Mathias Feistritzer (* 3. April 1901 in Goderschach, Kärnten; † 6. Juni 1947 in Hermagor) war ein Kärntner Politiker der NSDAP. Er war illegaler Gauleiter von Kärnten während des Ständestaates sowie Reichstagsabgeordneter.

## Leben
Feistritzer besuchte zunächst die Volks- und die Bürgerschule und danach eine Lehrerbildungsanstalt. Von März bis Oktober 1919 war er im Freikorps Kärnten und ab 1920 arbeitete er bis 1934 als Lehrer in Afritz und Hermagor. Zum 1. Dezember 1930 trat er in die NSDAP ein (Mitgliedsnummer 364.604). In den Jahren 1931 und 1932 war er zunächst Ortsgruppenleiter, danach bis 1936 Kreisleiter in Hermagor. Wegen seiner NS-Tätigkeit wurde er im Mai 1933 für fünf Tage ins Gefängnis gesperrt und im darauf folgenden Februar unter Hausarrest gestellt. Im Mai 1934 wurde er zu einer Geldstrafe von 100 Schilling und acht Tagen Arrest verurteilt. Am 2. Juni 1934 wurde er in Polizeiarrest genommen und im Juli wieder inhaftiert. Gleichzeitig wurde er als Lehrer entlassen. Aus der Haft wurde er am 24. Oktober 1934 entlassen. Im Januar 1936 wurde er in die Gauleitung Kärnten der immer noch illegalen NSDAP berufen und deswegen am 10. März 1936 wegen Hochverrats in Untersuchungshaft genommen. Im Juli 1936 bekam er eine Amnestie und wurde entlassen. Im Oktober 1936 wurde er Gauleiter in Kärnten und blieb dies bis zum 20. Februar 1938. Vom 12. Dezember 1936 bis zum 18. Februar 1937 wurde Feistritzer von der österreichischen Polizei gesucht und im September wegen eines illegalen Grenzübertritts bei Zennersdorf in Haft genommen.
Im März 1938 wurde er Stadtrat in Villach und zeitgleich Leiter der Gaupropagandaverteilungsstelle. Dies blieb er bis zum 30. Juni 1938 und kehrte dann in den Schuldienst zurück, wo er bis 1945 Schulrat in Villach war. Im April 1938 wurde er erfolglos für den Reichstag vorgeschlagen. Von Juli 1938 bis 1945 war er außerdem noch Kreisamtsleiter des Amtes für Erzieher des Kreises Villach. Ab 1939 nahm er als Freiwilliger am Krieg teil und trat am 21. September 1940 in die SS ein (SS-Nummer 408.458). Im Februar 1942 wurde er Mitglied des Reichstages, als er den gefallenen Abgeordneten Karl Paul Gebhardt ersetzte. Am 20. April 1942 wurde er SS-Untersturmführer und war als solcher als ehrenamtlicher SS-Führer im Reichssicherheitshauptamt tätig. Am 1. September 1942 wurde er zum SS-Obersturmführer befördert. Nach Kriegsende lebte er in der Nähe seiner Heimatstadt, wo er 1947 starb.